# برنامج دونغ فونغ هونغ
دونغ فونغ هونغ (في اللغة الصينية: 东方红 ; في لغة بينيين: Dōngfāng Hóng ; وتعني حرفيا «الشرق الأحمر») هو برنامج قمر صناعي لجمهورية الصين الشعبية. بدأ البرنامج في أغسطس 1965 باسم برنامج 651 -وهو برنامج لاحق أقل طموحًا للبرنامج السابق 581- بهدف إطلاق قمر صناعي أثقل من كل من سبوتنيك 1 وإكسبلورر 1 إلى الفضاء، وتطوير جميع التقنيات اللازمة للقيام بذلك.

## التاريخ
في عام 1958، اقترحت الأكاديمية الصينية للعلوم المشروع 581 الذي تضمن خطة لإطلاق قمر صناعي إلى الفضاء قبل 1 أكتوبر 1959. كان المشروع مضطربًا بسبب افتقار البلاد للخبرة في مجال الصواريخ. في 21 يناير 1959، قام زانك جينغفو، الذي كان مسؤولاً عن برنامج أبحاث الأقمار الصناعية، بتأجيل المشروع للسماح ببذل الجهود لتطوير المزيد من التقنيات الأساسية، مثل الصواريخ التجريبية. في ديسمبر 1964، خلال المؤتمر الوطني الثالث لنواب الشعب، اقترح زاو جيوزانغ استئناف العمل على الأقمار الصناعية. في أغسطس 1968، وافقت اللجنة الخاصة المركزية على خطة الأكاديمية الصينية للعلوم، والتي أصبحت فيما بعد مشروع 651.
في يونيو 1965، اتخذت اللجنة الخاصة المركزية قرارًا لمتابعة تطوير مركبة الإطلاق. بناءً على طلب لجنة العلوم والتكنولوجيا والصناعة للدفاع الوطني، حيث اعتمدت المرحلة الأولى والمرحلة الثانية من المركبة على صاروخ طويل المدى من طراز دي اف -4. تمت إضافة مرحلة ثالثة تعمل بالوقود الصلب إلى التصميم.
في 24 أبريل 1970، تم إطلاق دونغ فونغ هونغ 1. وبعد وصولها إلى المدار، نقلت تسجيلا للأغنية الصينية «الشرق أحمر» لمدة 28 يوما.

### التأثير على اسم برنامج ساليوت السوفيتي
وفقًا لمذكرات بوريس شيرتوك، عندما كانت أول محطة فضاء سوفيتية، ساليوت 1، قيد الإنشاء، كان الاسم المحدد لها هو «زاريا» (والتي تعني «الفجر» باللغة الروسية). عندما أدرك السوفييت أن الصينيين لديهم برنامج فضاء يحمل اسمًا مشابهًا (تم تحويل «دونغ فونغ هونغ» أيضًا باسم زاريا إلى اللغة الروسية)، أعادوا تسمية محطتهم الفضائية إلى «ساليوت» (وتعني «الألعاب النارية»)، لتجنب الالتباس.

### دونغ فونغ هونغ 3، 4، 5
كانت دونغ فونغ هونغ 3 و 4 و 5 سلسلة من أقمار الاتصالات التي تم بناؤها في عام 2010.

## أنظر أيضا
- برنامج الفضاء الصيني